# Világi Oszkár
Világi Oszkár (Dunaszerdahely, 1963. április 17. –) szlovákiai magyar jogász, üzletember, menedzser, liberális-demokrata politikus, a bársonyos forradalom résztvevője. 

## Tanulmányai
Világi Oszkár tanulmányait a pozsonyi Comenius Egyetem jogi karán kezdte, ahol 1981 és 1985 között jogi mesteri fokozatot szerzett. Kiemelkedő eredményei és szakmai elkötelezettsége révén tovább folytatta tanulmányait, és 1991-ben doktori címet (JUDr.) kapott ugyanazon az egyetemen.

## Karrierje
Világi Oszkár karrierje során széles körű tapasztalatot szerzett a jogi, pénzügyi és energetikai szektorokban. Pályafutását 1986-ban kezdte közjegyzőként, 1989 novemberében a Magyar Polgári Párt liberális politikai párt társalapítója, majd 1990-ben a Snemovňa ľudu Federálneho zhromaždenia (szabad fordításban Csehszlovák Szövetségi Gyűlés) tagjává választották, ahol az alsóház alelnökeként, valamint a Kormányzati és Bírósági Bizottság tagjaként és alelnökeként tevékenykedett. Ez a pozíció lehetőséget adott számára, hogy mélyebb betekintést nyerjen az államigazgatás működésébe és a törvényhozási folyamatokba. Támogatója volt Marián Čalfa reformpolitikájának.
1992-ben Világi ügyvédi irodát alapított Csekes Erikával. A Csekes, Világi, Drgonec & Partners ügyvédi irodának 2009-től Ružička a Csekes néven működött tovább. Ügyvédi karrierje során számos jelentős ügyben képviselte ügyfeleit, és kiváló hírnévre tett szert a jogi szakmában. Az iroda gyorsan a szlovákiai jogi piac egyik meghatározó szereplőjévé vált, köszönhetően Világi és partnerei szakértelmének és elhivatottságának.
A jogi szektorból fokozatosan átlépett a vállalati szférába, ahol több vezetői pozíciót is betöltött. 1996 és 1998 között az Unibanka, a.s. igazgatósági tagja volt, majd 1998 és 2002 között az Allianz – Slovenská poisťovňa, a.s. felügyelőbizottsági tagjaként dolgozott. 1999 és 2000 között szintén az Unibanka, a.s. felügyelőbizottságában tevékenykedett, és 1996 és 1997 között a Globtel, a.s. igazgatósági tagja volt. Ezen időszak alatt Világi tapasztalatokat szerzett a banki és biztosítási szektorban, amelyek későbbi karrierjét is meghatározták.
2003-tól 2007-ig az OTP Banka Slovensko, a.s. felügyelőbizottsági tagja, 2005 és 2006 között pedig az Apollo zdravotná poisťovňa, a.s. (ma Dôvera zdravotná poisťovňa, a. s.) igazgatótanácsának elnöke volt. Pályafutása során számos vállalat irányításában vett részt, ami széleskörű tapasztalatot és szakértelmet biztosított számára a vállalatirányítás és pénzügyi menedzsment terén. Ezen feladatok során Világi az üzleti stratégiák kidolgozásában és a vállalati struktúrák hatékonyabbá tételében vállalt jelentős szerepet.
2006-ban a SLOVNAFT, a.s. vezérigazgatójaként csatlakozott a céghez, és 2009 áprilisától az igazgatótanács elnöki pozícióját is betöltötte. Ebben a szerepben kulcsszerepet játszott a vállalat stratégiai irányításában és a regionális energiapiacon elfoglalt pozíciójának erősítésében. Vezetése alatt a SLOVNAFT jelentős fejlődésen ment keresztül, növelve piaci részesedését és hatékonyságát.
Ezen kívül 2005 óta a SLOVNAFT igazgatósági tagja, továbbá 2009-től az INA-Industrija Nafte, d.d.felügyelőbizottsági tagja is. Az INA-val való együttműködés során Világi hozzájárult a vállalat nemzetközi terjeszkedéséhez és a horvát piacra való beágyazódásához.
Világi Oszkár a MOL-csoportban is jelentős szerepet vállal. 2010 áprilisa óta az ügyvezető testület tagja, 2011 áprilisa óta pedig a csoport igazgatósági tagja. Itt fontos döntéshozóként részt vesz a csoport hosszú távú stratégiájának kialakításában és megvalósításában. A MOL-csoportban betöltött szerepe során Világi különösen a fenntartható fejlődés és az innováció terén hozott döntéseivel járult hozzá a cég sikeréhez.

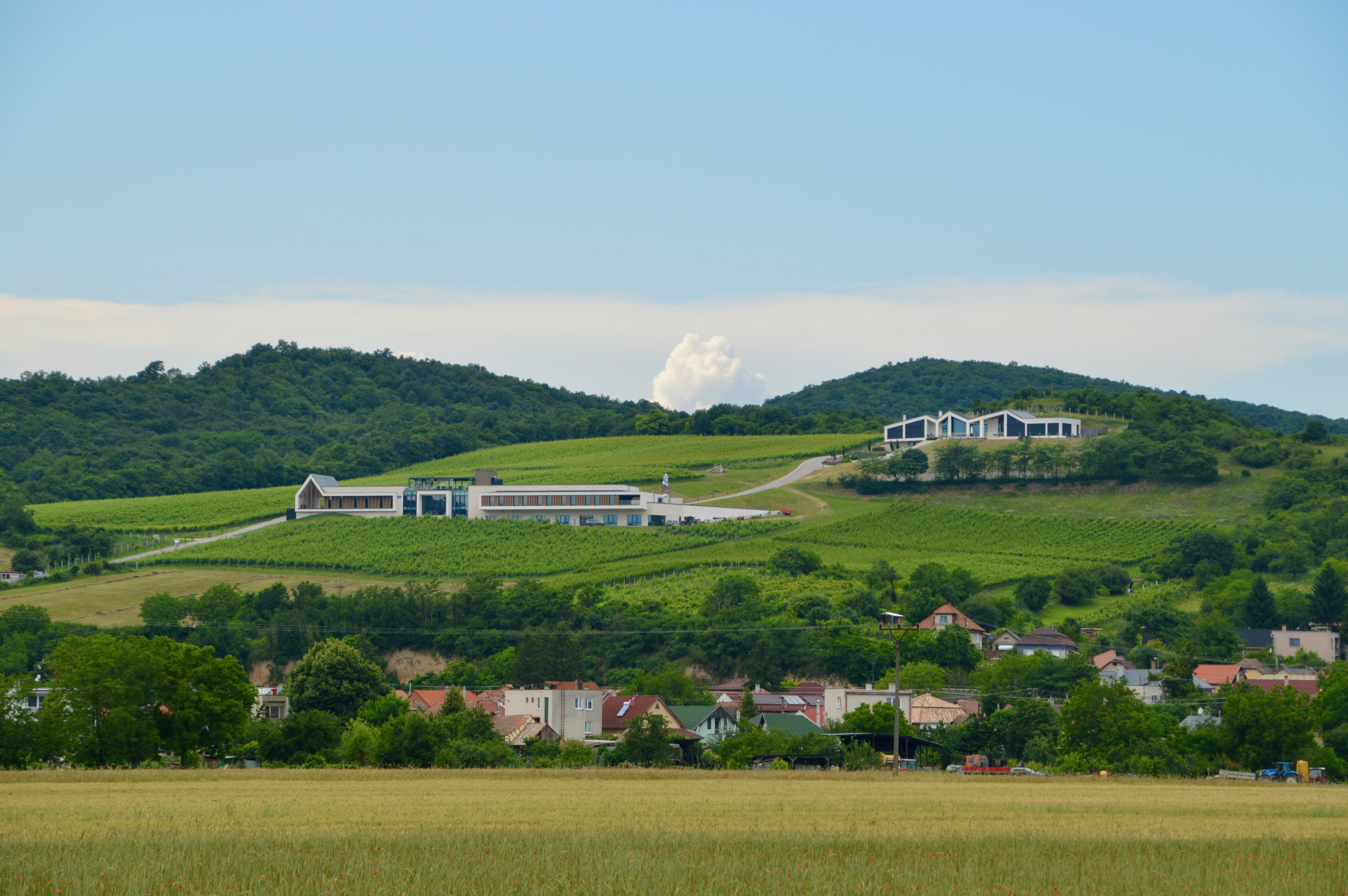
Világi Oszkár pincészete Helembán

Világi Oszkár nem csak jogi és indusztriális területeken aktív, az FC DAC 1904 klubrészvényeinek 80 százalékának felvásárlásáról szóló szerződést 2014. február 28-án írták alá az addigi tulajdonossal, az iráni Khashayar Mohsenivel.
2015-ben indította el a Helemba közelében fekvő borászatát, a Világi Wineryt.
Omán tiszteletbeli konzuljaként szolgál Szlovákiában. 2023-tól a magyarországi Nemzeti Tudománypolitikai Tanács tagja.

## Magánélete
Nős, két gyermeke van.
Anyanyelve a magyar, ezen kívül folyékonyan beszél és ír szlovákul, angolul és oroszul is.